# Jogos Nacionais da Colômbia
Os Jogos Nacionais da Colômbia, conhecida em espanhol como Juegos Deportivos Nacionales, é o principal evento multiesportivo da Colômbia , a nível nacional. A primeira instância do evento, que foi organizado em 1928, e por vários anos que teve lugar em intervalos irregulares de tempo. O Instituto Colombiano do Desporto (em castelhano:  Instituto Colombiano del Deporte) tomou a seu cargo a organização dos jogos, em 1968. O evento tem sido realizado regularmente a cada 4 anos, desde 1988. 
Valle del Cauca foi o mais bem sucedido departamento na história dos jogos nacionais (7 vezes), seguido por Antioquia (6 vezes) e próxima a Bogotá (uma vez).

## Resultados
| Ano  | Evento                            | Cidade                                   | Vencedor        |
| ---- | --------------------------------- | ---------------------------------------- | --------------- |
| 1928 | I Jogos Nacionais da Colômbia     | Valle del Cauca                          | Incerto         |
| 1932 | II Jogos Nacionais da Colômbia    | Antioquia                                | Incerto         |
| 1935 | III Jogos Nacionais da Colômbia   | Atlántico                                | Incerto         |
| 1936 | IV Jogos Nacionais da Colômbia    | Caldas                                   | Incerto         |
| 1941 | V Jogos Nacionais da Colômbia     | Santander                                | Valle del Cauca |
| 1950 | VI Jogos Nacionais da Colômbia    | Magdalena                                | Valle del Cauca |
| 1954 | VII Jogos Nacionais da Colômbia   | Valle del Cauca                          | Valle del Cauca |
| 1960 | VIII Jogos Nacionais da Colômbia  | Bolívar                                  | Valle del Cauca |
| 1970 | IX Jogos Nacionais da Colômbia    | Tolima                                   | Valle del Cauca |
| 1974 | X Jogos Nacionais da Colômbia     | Risaralda                                | Valle del Cauca |
| 1980 | XI Jogos Nacionais da Colômbia    | Huila                                    | Antioquia       |
| 1985 | XII Jogos Nacionais da Colômbia   | Meta                                     | Antioquia       |
| 1988 | XIII Jogos Nacionais da Colômbia  | Quindío                                  | Antioquia       |
| 1992 | XIV Jogos Nacionais da Colômbia   | Atlántico                                | Antioquia       |
| 1996 | XV Jogos Nacionais da Colômbia    | Santander                                | Valle del Cauca |
| 2000 | XVI Jogos Nacionais da Colômbia   | Nariño Boyacá                            | Antioquia       |
| 2004 | XVII Jogos Nacionais da Colômbia  | Bogotá Cundinamarca                      | Bogotá          |
| 2008 | XVIII Jogos Nacionais da Colômbia | Valle del Cauca San Andrés y Providencia | Antioquia       |
| 2012 | XIX Jogos Nacionais da Colômbia   | Norte de Santander Cauca Córdoba         | Antioquia       |
| 2015 | XX Jogos Nacionais da Colômbia    | Tolima Chocó                             | Antioquia       |